# Century 21
Century 21 Real Estate LLC est une entreprise américaine du secteur de l'immobilier fondée en 1972. 

## Historique

Logo de 1972 à 2018

Century 21 a été créée en 1972 par Arthur E. et Marsh Fisher, deux agents immobilier résidant dans le comté d'Orange en Californie.
L'entreprise est devenue publique en 1977, et a été racheté en 1984 par Metropolitan Life Insurance Company. En 1995, l'entreprise a intégré HFS, le précurseur de Cendant, sous la direction de Robert W. Pittman, le créateur de MTV. Cendant s'est détaché de HFS en 2006, et Century 21 Real Estate LLC opère maintenant en tant que franchise de Realogy.
Century 21 France a été créée en 1987 par Michel Trollé et Frank Cluck et a été rachetée par Nexity en 2006.
En mai 2021, Century 21 France a été rachetée par le groupe immobilier Arche.

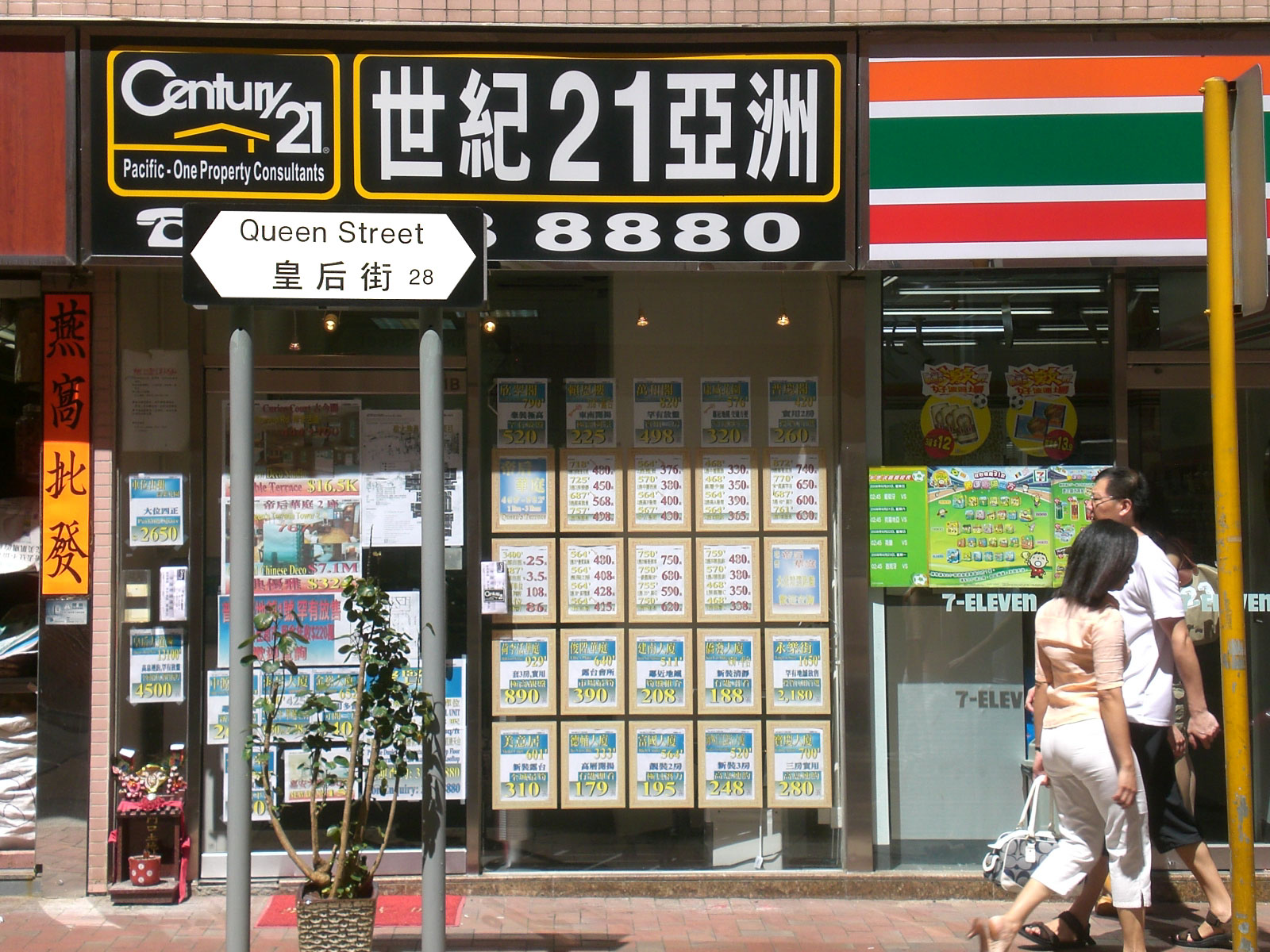
Agence Century 21 à Hong Kong

## Réseau
À travers le monde, Century 21 est composée de 7 700 agences franchisées et employant près de 121 000 agents dans 78 pays.

### En France
En France, Century 21 est implantée sous le nom de Century 21 France. En 2022, il est le 2e plus gros réseau de France et comprend 937 agences. 
Century 21 France est présidée par Charles Marinakis. Il remplace Laurent Vimont après sa mort le 11 mars 2022.